# Carlo Bergamini
Carlo Bergamini (ur. 24 października 1888 w San Felice sul Panaro, zm. 9 września 1943) – włoski wojskowy, admirał Regia Marina, poległy na pokładzie zbombardowanego przez samoloty Luftwaffe pancernika „Roma”. Pośmiertnie został odznaczony Medaglia d'oro al valor militare, najwyższym włoskim odznaczeniem wojskowym.

## Życiorys
Carlo Bergamini był synem Paolo, współkombatanta Garibaldiego oraz Agnese Costa Giani. W 1905 roku wstąpił do Accademia navale w Livorno, trzy lata później ukończył ją w stopniu gardemaryna (najniższy stopnień oficerski, zbliżony do brytyjskiego midszypmena lub amerykańskiego Ensign). Służył na pancerniku „Regina Elena”, krążowniku pancernym „Vettor Pisani” podczas wojny trypolitańskiej oraz pancerniku „Ammiraglio di Saint Bon”. W czasie I wojny światowej był oficerem na krążowniku pancernym „Pisa”. Uczestniczył w fortyfikowaniu Valony. W 1918 roku wyróżnił się podczas bombardowania Durazzo, za co został odznaczony srebrnym Medalem za Męstwo Wojskowe.
W okresie międzywojennym nadal służył w Regia Marina, zarówno na morzu jak i w sztabach, w 1938 roku awansując na stopnień admiralski. 1 sierpnia 1939 roku objął dowództwo V dywizjonu, z pancernikami „Giulio Cesare” i „Conte di Cavour”, jedynymi będącymi wówczas w linii ciężkimi okrętami włoskiej floty. 7 maja 1940 roku został dowódcą IX dywizjonu, w skład którego wchodziły najnowsze pancerniki „Vittorio Veneto” i „Littorio”. Na pokładzie flagowego „Vittorio Veneto” uczestniczył w bitwie koło przylądka Spartivento oraz kilku innych akcjach. Został po raz drugi odznaczony srebrnym Medalem za Męstwo Wojskowe oraz Orderem Sabaudzkim Wojskowym. Okres od grudnia 1940 do połowy 1941 roku spędził na pracy sztabowej, następnie powrócił do dowodzenia na morzu.
W miarę pogarszania się sytuacji wojskowej i materiałowej Włoch, wraz z malejącymi gwałtownie zapasami paliwa, większość dużych okrętów Regia Marina została unieruchomiona w portach. W efekcie lądowania Aliantów na Sycylii, po odsunięciu od władzy Benito Mussoliniego, Włosi rozpoczęli tajne rozmowy o zawieszeniu broni. Podpisany w tajemnicy 3 września 1943 roku układ kapitulacyjny zawierał między innymi klauzulę nakazującą oddanie włoskich okrętów pod kontrolę Sprzymierzonych. Układ ogłoszono wieczorem 8 września, zaś rankiem następnego dnia włoska flota wyszła z portów kierując się na Maltę. Admirał Bergamini objął dowodzenie nad zespołem okrętów z La Spezia, na pokładzie najnowszego pancernika „Roma”. Jednak Niemcy nie zamierzali tolerować zdrady dotychczasowych sprzymierzeńców. Po południu tego dnia Włosi zostali zaatakowani przez samoloty Luftwaffe, przenoszące między innymi bomby kierowane Fritz X. Jedna z nich trafiła „Romę”, powodując jej zatonięcie i śmierć większości członków załogi, w tym admirała Bergaminiego i oficerów jego sztabu.
Carlo Bergamini został pośmiertnie odznaczony złotym Medalem za Męstwo Wojskowe oraz awansowany do stopnia pełnego admirała. Na jego cześć została nazwana zwodowana w 2011 roku fregata „Carlo Bergamini”, pierwsza jednostka nowego typu. Jej matką chrzestną została wnuczka patrona.